# Подуево
Подуево (на сръбски: Подујево или Podujevo; на албански: Podujevë, Podujeva или Besiana) е град в Косово, административен център на община Подуево. Населението на града през 2011 година е 23 453 души.

## Население
| Година | Население |
| ------ | --------- |
| 1948   | 2435      |
| 1953   | 3253      |
| 1961   | 4870      |
| 1971   | 8490      |
| 1981   | 15 894    |
| 1991   | 25 847    |
| 2003   | 37 203    |
| 2011   | 23 453    |

## Побратимени градове
- Кула, Турция

## Личности
Родени в Подуево
- Агон Мехмети (р. 1989), шведски футболист
- Адем Гайтани (р. 1939), писател от Северна Македония
- Фадил Вокри (р. 1960), бивш югославски футболист
- Вльора Читаку (р. 1980), косовска политичка и дипломатка

## Други
На Подуево е наречена улица в квартал „Борово“ в София (Карта).